# Saltuarius eximius
Espèce
Saltuarius eximius est une espèce de geckos de la famille des Carphodactylidae.

## Répartition
Cette espèce est endémique du parc national du Cap-Melville dans le nord-ouest du Queensland en Australie,,.

## Découverte
L'espèce a été découverte en 2013 par les zoologistes australiens Conrad J. Hoskin (de la James Cook University) et Patrick J. Couper (titulaire de la chaire d'herpétologie du Queensland Museum).

## Description et mode de vie
Ce gecko mesure environ 20 cm. Il s'agit probablement d'une espèce relique de la période où les forêts pluviales étaient plus abondantes en Australie. Elle se cache durant la journée dans les pierres et sort la nuit pour chasser. Ce lézard a de grands yeux, un corps long et fin et des membres spécialisés, ce qui le rend adapté à la vie dans des zones rocailleuses et faiblement éclairées.

## Étymologie
Le nom scientifique de l'espèce vient du latin et signifie « extraordinaire » ou « raffiné ». Il fait référence au camouflage du lézard. En anglais, son nom Cape Melville leaf-tailed gecko, signifie « gecko à queue en forme de feuille de Cape Melville ».

## Publication originale
- Conrad J. Hoskin et Patrick Couper, « A spectacular new leaf-tailed gecko (Carphodactylidae: Saltuarius) from the Melville Range, north-east Australia », Zootaxa, vol. 3717, no 4,‎ 1er octobre 2013, p. 543 (DOI 10.11646/zootaxa.3717.4.6)